# Kostrena
Kostrena est un village et une municipalité située dans le comitat de Primorje-Gorski Kotar, en Croatie. Au recensement de 2001, la municipalité comptait 3 897 habitants, dont 92,43 % de Croates et le village seul comptait 682 habitants.

## Localités
La municipalité de Kostrena compte 19 localités :
| - Doričići - Dujmići - Glavani - Kostrena Sveta Barbara - Kostrena Sveta Lucija - Maračići - Martinšćica - Paveki - Perovići - Plešići | - Randići - Rožići - Rožmanići - Šodići - Šoići - Urinj - Vrh Martinšćice - Žuknica - Žurkovo |